# Hà Công Trình
Hà Công Trình  (1434 - 1511) còn có tên là Hà Trình, Hà Tông Trình, sinh tại tỉnh Hà Tĩnh, đỗ Đệ nhị giáp Tiến sĩ đời vua Lê Thánh Tông, làm quan đến Thượng thư (Bộ trưởng) bộ Hình, bộ Công; năm 1502 kiêm chức Tế tửu (Hiệu trưởng) Quốc Tử Giám.

## Tiểu sử
Hà Công Trình sinh năm 1434, đỗ Hoàng giáp, niên hiệu Quang Thuận thứ 7, đời vua Lê Thánh Tông (năm 1466). Hà Công Trình là tên chép ở bia Văn Miếu Quốc Tử Giám và Đại Việt sử ký toàn thư, còn theo gia phả họ Hà thì chép là Hà Tông Trình. Ông làm tế tửu Quốc Tử Giám, sau làm quan đến thượng thư Bộ Hình, Bộ Binh. Hà Công Trình sinh năm Giáp Tuất, thủa nhỏ còn có tên là Hà Trình, tên tự là Tuấn Nghị - quê xã Tĩnh Thạch, tổng Phù Lưu, huyện Thiên Lộc, trấn Nghệ An xưa, nay là xã Tùng Lộc, huyện Can Lộc, tỉnh Hà Tĩnh.
Hà Công Trình sinh ra trong một gia đình danh tiếng, cụ nội là phụ quốc thượng tướng quân, thượng vị hầu trấn thủ xứ Nghệ An, ông nội là Đại tướng Hoàng Bảng. Bố Hà Công Trình là Hà Nho, bị giặc Minh truy lùng vì ông và cha là quan đại thần nhà Trần và trực tiếp chống lại giặc Minh, nên không có điều kiện theo con đường khoa cử, chỉ làm thầy dạy học.
Thủa nhỏ Hà Công Trình nổi tiếng hiếu học, thông minh và có đức hạnh và là một cự phách của xứ Nghệ An. Năm Bính Tuất, niên hiệu Quang Thuận thứ 7 (1466) đời vua Lê Thánh Tông (1460-1497), Hà Công Trình thi đỗ Đệ nhị giáp tiến sĩ, đệ tứ danh (bia tiến sĩ tại Văn Miếu Quốc Tử Giám ghi tên những người đỗ khoa thi năm Bính Tuất, niên hiệu Quang Thuận thứ 7 (1466) và bài ký bia tiến sĩ khoa Bính Tuất ghi danh Hà Công Trình, xã Tỉnh Thạch, huyện Thiên Lộc, niên hiệu Hồng Đức thứ 15, đời vua Lê Thánh Tông (1475) đậu Đệ nhị giáp tiến sĩ xuất thân.
Sau khi thi đỗ, Hà Công Trình được triều đình nhà Lê (Lê Thánh Tông) bổ nhiệm làm tri huyện Tứ Kỳ, tỉnh Hải Dương, thăng làm tri phủ Triệu Phong (Triệu Phong là tên phủ thời Lê, bao gồm các huyện Triệu Hải (Quảng Trị), Hương Điền, Hương Phú, Phú Lộc (Thừa Thiên) và các huyện Điện Bàn, Hòa Vang, Tiên Phước (Quảng Nam) ngày nay. Sau đó được thăng chức thừa chính xứ Đạo Sơn Nam (xứ Sơn Nam gồm: Hà Nam, Nam Định, Ninh Bình, Thái Bình và một phần đất Hà Tây, Hưng Yên ngày nay). Sau một thời gian, do có nhiều công lao, Hà Công Trình được điều về triều đình ở Thăng Long và được thăng chức Thượng thư Bộ Binh, Bộ Hình. Đến thời vua Lê Hiến Tông (1497-1504), Hà Công Trình được kiêm giữ chức nhập thị Kinh Diên (là nơi giảng bài cho vua) và chức tế tửu Quốc tử Giám. Tháng 2 năm Nhâm Tuất (1502) đời vua Lê Hiến Tông, niên hiệu Cảnh Thống mở khoa thi hội, Quốc tử giám tế tửu Hà Công Trình được nhà vua giao đọc quyển thi.
Làng Tỉnh Thạch xưa có tên là làng Đông Tỉnh. Tương truyền vào giữa thế kỷ XV, Hà Công Trình vốn nhà nghèo nhưng học giỏi. Một hôm đi câu cá về khuya, nằm lăn ở hòn đá đầu làng ngủ thiếp đi. Trong giấc mơ thấy một người đến gặp khuyên hãy bỏ rượu và tu chí học hành ắt sẽ thành tài. Xã Tỉnh Thạch có tên đến năm 1945. Sau đó đổi tên thành xã Sơn Thủy. Năm 1948-1952 mang tên xã Ích Hòa. Từ năm 1953 đến nay là xã Tùng Lộc.
Sắc phong của Triều Nguyễn, Tự Đức thứ 6, ngày 13 tháng giêng năm 1853 viết: "Sắc truyền tiến sĩ xuất thân khoa Bính Tuất (1466) Thượng thư bộ Binh, bộ Hình triều Lê, Phủ quân họ Hà giúp nước yêu dân, linh ứng rõ rệt. Đến nay vâng lệnh Đức Cả, mệnh lệnh sáng suốt, suy xét sâu xa, thần vị được tặng Tuấn lương thần. Chuẩn cho xã Tỉnh Thạch, huyện Can Lộc phụng thờ như cũ. Mong thần ra sức giúp nước, bảo vệ dân ta". Ông Hà Công Trình được coi là ông tổ học họ Hà. Tùng Lộc được coi là quê gốc họ Hà ở Hà Tĩnh.

## Hậu duệ
Theo các gia phả Họ Hà ở Hà Tĩnh thì họ Hà ở Hà Tĩnh đã có từ đời Trần, cư trú tại huyện Cẩm Xuyên, sang thời thuộc Minh thì dời về xã Tỉnh Thạch huyện Thiên Lộc (Nay là xã Tùng Lộc huyện Can Lộc). Họ Hà Tỉnh Thạch cuối thế kỷ XV có Hà Công Trình, đỗ hoàng giáp thời Quang Thuận đời Lê Thánh Tông (1466).
Cháu 7 đời của Hà Tông Trình là Hà Tông Mục đỗ Tiến sĩ năm Chính Hòa thứ 9 (1688), làm bồi tụng kiêm Phủ Doãn phủ Phụng Thiên, thống lĩnh thủy quân và làm Biên tu Quốc Sử quán, tham gia viết Đại Việt sử ký tục biên. Sau khi chết được truy tặng Thượng thư bộ Công. Khi còn sống được nhân dân quê nhà lập Sinh Từ, văn bia Sinh Từ nói về công đức của ông hiện nay vẫn còn.
Ngày nay, người ta còn giữ được các sắc phong của Hà Tông Mục và nhiều giấy tờ thời Lê cũng như di chúc của Hà Tông Mục do tay cụ viết.
Không biết từ đời nào của dòng họ Hà ở Tỉnh Thạch, có xảy ra một sự cố đáng ghi nhớ. Đó là trong một dịp khao làng, con cháu đã để thuốc độc rơi vào nồi cháo, có người bị trúng độc. Quan huyện sai người đến bắt, vì vậy có mấy người con trai phải bỏ trốn. Một người chạy lên huyện Hương Sơn làm thành dòng Hà Huy của Hương Sơn (dòng họ của ông Hà Huy Giáp). Sau một bộ phận cùa dòng họ này tách thành họ Hà Học (họ của Hà Học Trạc). Một người chạy vào huyện Cẩm Xuyên làm thành họ Hà Huy ở Cẩm Xuyên (họ của ông Hà Huy Tập, Tổng Bí thư Đảng Cộng sản Việt Nam). Một người chạy ra huyện Nghi Xuân làm thành dòng họ của Hà Văn Đại, đỗ Phó bảng năm 1919; Hà Văn Tấn, nhà sử học, Giải thưởng Hồ Chí Minh. Dòng họ Hà ở Như Xuân, theo văn bia, sau có người dời ra Kim Vực huyện Thiệu Yên, tỉnh Thanh Hóa (Nay là huyện Yên Định) là dòng họ Hà của Hà Tông Huân, đậu Bảng nhãn năm Bảo Thái thứ 5 (1724) làm quan đến Tham tụng và Thượng thư bộ Binh. Dòng họ Hà ở Thanh Hóa sau có người dời về Cát Động huyện Thanh Oai, tỉnh Hà Đông làm thành dòng họ của Hà Tông Quyền đỗ Tiến sĩ năm Minh Mệnh thứ 3 (1822). Dòng họ Hà ở Nghi Xuân vào thế kỷ thứ XVI có một chi dời vào huyện Quế Sơn tỉnh Quảng Nam.

## Tên đường phố
Tại Thành phố Hà Tĩnh, tỉnh Hà Tĩnh có một đường phố tên là Hà Tông Trình.